# Los Cerritos, Morelos
Los Cerritos är en ort i Mexiko.   Den ligger i kommunen Atlatlahucan och delstaten Morelos, i den sydöstra delen av landet, 60 km söder om huvudstaden Mexico City. Los Cerritos ligger 1 548 meter över havet och antalet invånare är 178.
Terrängen runt Los Cerritos är kuperad norrut, men söderut är den platt. Runt Los Cerritos är det tätbefolkat, med 613 invånare per kvadratkilometer. Närmaste större samhälle är Cuautla Morelos, 11,2 km söder om Los Cerritos. Omgivningarna runt Los Cerritos är en mosaik av jordbruksmark och naturlig växtlighet.